# Depot von Radostice
Das Depot von Radostice (auch Hortfund von Radostice) ist ein Depotfund der frühbronzezeitlichen Aunjetitzer Kultur aus Radostice, einem Ortsteil von Vchynice im Ústecký kraj, Tschechien. Es datiert in die Zeit zwischen 2000 und 1800 v. Chr. Das Depot ist eines der größten, das in Tschechien gefunden wurde. Die noch erhaltenen Gegenstände sind heute zwischen dem Museum von Litoměřice, dem Südböhmischen Museum in Budweis und dem Nationalmuseum in Prag aufgeteilt.

## Fundgeschichte
Das Depot wurde 1933 südsüdwestlich von Radostice bei der Steingewinnung entdeckt. Es lag in 85 cm Tiefe und war mit zwei flachen Steinen abgedeckt. Die Fundstelle befindet sich am Osthang des Berges Ovčín.

## Zusammensetzung
Das Depot bestand ursprünglich aus 200 Bronzegegenständen: 194 Ösenhalsringe und sechs Armspiralen. Die Ringe sind rund oder oval. Ihre Oberflächen weisen sehr feine Facetten auf. Bei einem Exemplar sind die Enden mit Draht umwickelt. Die Mehrzahl der Ringe wiegt zwischen 190 g und 209 g. Das schwerste Exemplar hat ein Gewicht von 236 g. Bei dem kleinsten handelt es sich um eine Miniaturform mit einem Gewicht von 95 g. Von den Armspiralen ist eine aus einem Stab mit kreisförmigem Querschnitt gefertigt, die anderen aus einem Band mit linsenförmigem Querschnitt. Das Gewicht aller Gegenstände abzüglich der verschollenen Ringe und eines nicht gewogenen Rings beträgt 33,935 kg. Das Gesamtgewicht des vollständigen Depots dürfte 34–35 kg betragen haben.
Der Großteil des Depots wurde zu gleichen Teilen (je 96 Ösenhalsringe und zwei Armspiralen) dem Museum in Litoměřice und dem Schwarzenberg-Museum im Schloss Ohrada bei Hluboká nad Vltavou übereignet (der zweite Teil kam später nach Budweis). Ein Ring und zwei Spiralen kamen nach Prag, ein weiterer Ring und ein Bruchstück einer Spirale verblieben in Litoměřice in Privatbesitz. Heute sind noch 188 Ringe und die sechs Spiralen erhalten.